# Teoría completa
En lógica matemática, una teoría es completa si es consistente y para cada fórmula cerrada en el lenguaje de la teoría, o bien es demostrable o su negación lo es. Es decir, para toda sentencia {\displaystyle \varphi ,} {\displaystyle T\vdash \varphi } o {\displaystyle T\vdash \neg \varphi } pero nunca ambas. Toda teoría de primer orden lo suficientemente rica como para permitir que se formule un razonamiento matemático no puede ser completa, como lo demuestra el primer teorema de incompletitud de Gödel .
Este sentido de completitud es distinto de la noción de completitud lógica, que afirma que todas las declaraciones semánticamente válidas son teoremas demostrables (es decir, "semánticamente válido"). El teorema de completitud de Gödel trata sobre este último tipo de completitud.
Los conjuntos maximales consistentes son una herramienta fundamental en la teoría de modelos de la lógica clásica y modal . Su existencia es consecuencia directa del lema de Zorn, basado en la idea de que una contradicción implica el uso de un número finito de premisas. En el caso de las lógicas modales, la colección de conjuntos maximales consistentes que extienden una teoría T puede recibir la estructura de un modelo de T, llamado modelo canónico.

## Ejemplos
Algunos ejemplos de teorías completas son:
- La teoría de los órdenes lineales densos sin puntos finales.
- La teoría de campos algebraicamente cerrados de una característica dada.
- La teoría de los campos cerrados reales.
- Un grupo de tres elementos.